# Bravo-Jahrescharts 1990
Die Bravo-Jahrescharts werden zum Jahresende von der Bravo-Redaktion als Hitliste erstellt. Die Jugendzeitschrift Bravo erscheint seit 1956 und enthält in jeder Wochenausgabe eine Hitliste, die von den Lesern gewählt wurde. Ab 1960 wählen die Bravo-Leser ihre beliebtesten Gesangsstars und dekorieren sie mit dem Bravo Otto.

## Bravo-Jahrescharts 1990
1. Verdammt, ich lieb’ Dich – Matthias Reim – 415 Punkte
2. It Must Have Been Love – Roxette – 337 Punkte
3. Nothing Compares 2 U – Sinéad O’Connor – 332 Punkte
4. Step by Step – New Kids on the Block – 329 Punkte
5. Hangin’ Tough – New Kids on the Block – 318 Punkte
6. Ich hab’ geträumt von Dir – Matthias Reim – 290 Punkte
7. I Promised Myself – Nick Kamen – 286 Punkte
8. Another Day in Paradise – Phil Collins – 279 Punkte
9. Hiroshima – Sandra – 272 Punkte
10. Oops up – Snap! – 260 Punkte

## Bravo-Otto-Wahl 1990

### Pop/Rock-Gruppe
1. Goldener Otto: New Kids on the Block
2. Silberner Otto: Depeche Mode
3. Bronzener Otto: Roxette

### Hard-'n-Heavy-Gruppe
1. Goldener Otto: Bon Jovi
2. Silberner Otto: Alice Cooper
3. Bronzener Otto: Europe

### Sänger
1. Goldener Otto: Matthias Reim
2. Silberner Otto: David Hasselhoff
3. Bronzener Otto: Jason Donovan

### Sängerinnen
1. Goldener Otto: Sandra
2. Silberner Otto: Sinéad O’Connor
3. Bronzener Otto: Janet Jackson